# Vessel
Vessel je rozhledna v části Hudson Yards v New Yorku, kterou navrhl Thomas Heatherwick. Celá struktura je inspirována starověkými stepwells v Indii. a má 2 500 schodů ve 154 schodištích, což odpovídá 15 podlažím. Stavba začala v dubnu 2017 a otevřena pro veřejnost byla 15. března 2019. V roce 2021 byla kvůli velkému množství sebevražd stavba uzavřena na neurčito. V květnu 2021 bylo vydáno opatření, že návštěvníci se nesmí po rozhledně pohybovat sami, ale ve skupinách.

## Kritika
Vessel přijal protichůdné recenze, přičemž někteří kritici chválili jeho prominentní umístění v Hudson Yards, a jiní se posmívali struktuře jako extravagantní. Vessel byl také zpočátku kritizován za svou restriktivní politiku autorských práv týkající se fotografií stavby, jakož i za nedostatečnou přístupnost pro zdravotně postižené návštěvníky, ačkoli obě otázky byly následně řešeny. 